# Bodden

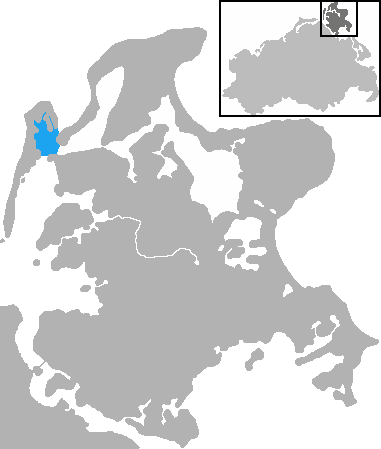
Hiddensee (azul) en Mecklenburg-Vorpommern

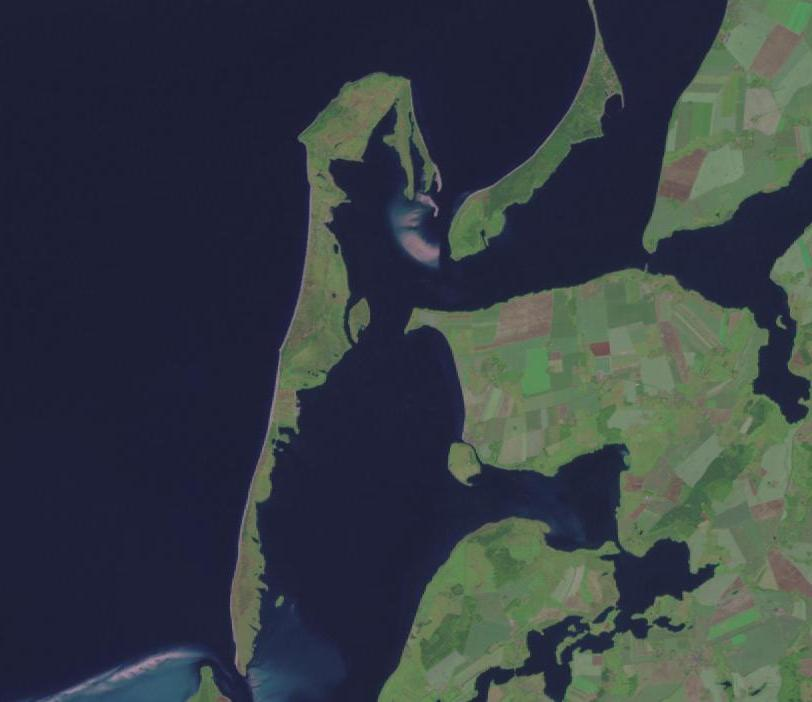
Bodden visto desde el Landsat

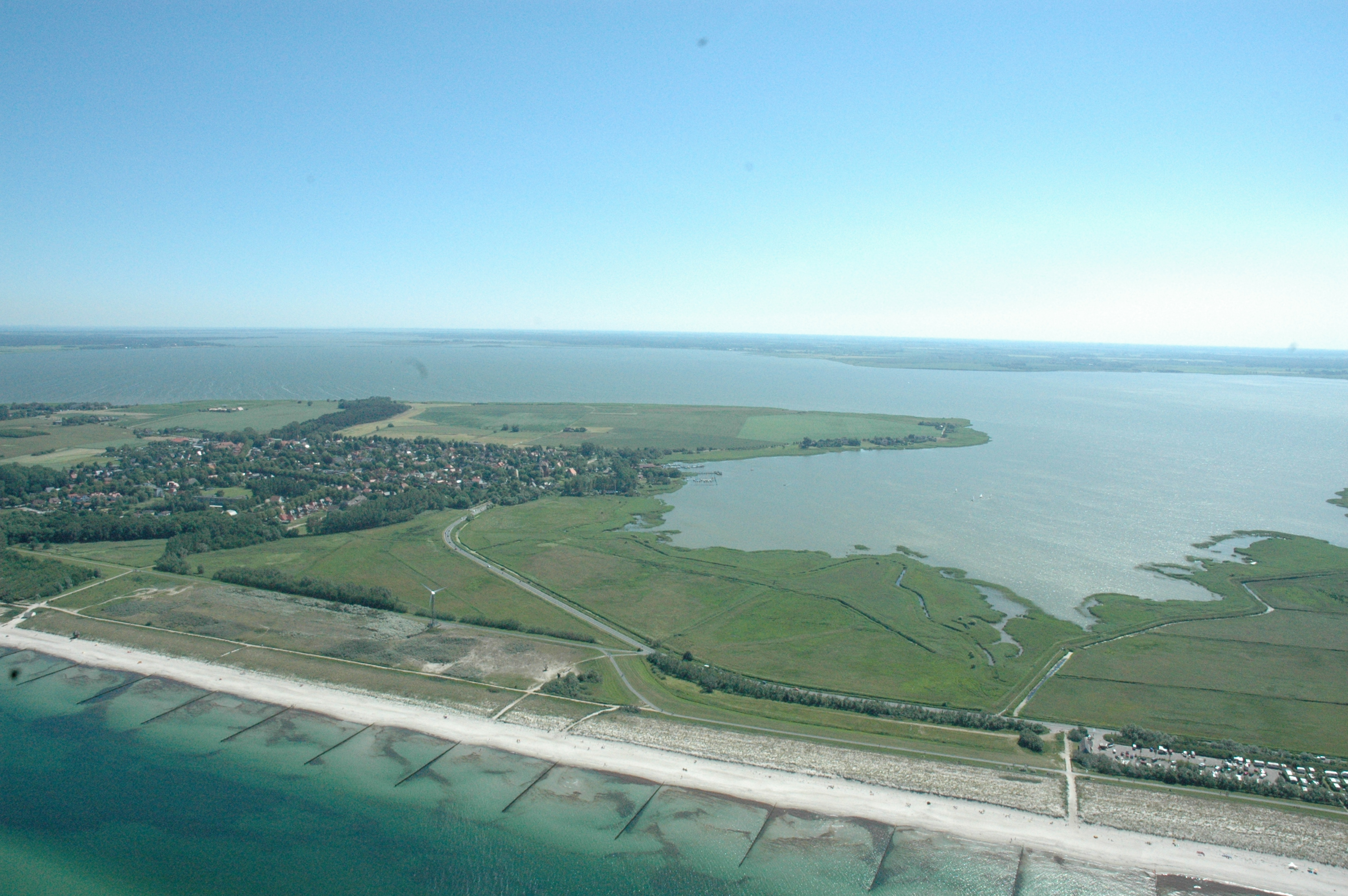
Vista aérea de Saaler Bodden con la ciudad de Permin

Un bodden es un accidente litoral frecuente a lo largo de las costas meridionales del mar Báltico, que consiste en un cuerpo de agua salobre rodeado de tierra con sólo una conexión muy estrecha con el mar, similar a las lagunas estuarinas o albuferas, y que tiene un origen geológico distinto. Son áreas poco profundas y con una salinidad más baja que la del Báltico a causa de las aportaciones de agua dulce, tanto de lluvia como de pequeños ríos.
Durante la transgresión del mar Littorina se formó en la región un archipiélago de islas por el tallado de estrechas cuencas glaciares y la acción de los canales que resultaron del agua de deshielo. Los bodden se formaron en un período relativamente corto entre espigones y bancos de arena próximos a la costa. Estas depresiones glaciares poco profundas quedaron sometidas luego a una sedimentación extensa durante el Holoceno, dando como resultado lagunas y lagos con una profundidad de no más de 4-6 m. La estratificación térmica y salina es muy inestable en esas condiciones y los bodden tienen la dinámica típica de los pequeños cuerpos de agua con una conexión marina, caracterizados por un rápido llenado y drenaje debido a las mareas y a la acción del viento, y por la afluencia de agua dulce. El frecuente movimiento de las aguas puede conducir a un efecto de limpieza, pero también puede con una fuerte contaminación mostrar una tendencia hacia la eutrofización.
Los bodden son accidentes típicos del noreste de Alemania, en la costa de Pomerania Occidental, en el estado federado de Mecklemburgo, alrededor de las mayores islas (Rügen y Usedom) y de la península Fischland-Darß-Zingst. Hay también algunos bodden en Dinamarca. Los bodden son importantes santuarios para muchas especies de aves y son lugares de descanso especialmente importantes para las especies migratorias, como las grullas y los gansos. Esta fue la razón para el establecimiento en 1990 del Parque nacional de la Laguna de Pomerania Occidental (Nationalpark Vorpommersche Boddenlandschaft), entre el Darß y la isla de Rügen, un área protegida de 805 km².
Tradicionalmente los bodden han sido buenas zonas de pesca, ricos en sitios de comunidades mesolíticas, en particular, los bodden de Rügen, Greifswald y Peenestrom.  En estas aguas se pescan regularmente lucios de 10-15 kg.
Los bodden más importantes en el sur del mar Báltico, en Pomerania Occidental, entre Rostock y la isla de Usedom son los siguientes:
- cadena de bodden Darss-Zingst, una cadena de bodden situados al sur de la península Fischland-Darß-Zingst (bodden de Saale, Bodstedter, Barthes, Koppelstrom y Grabow);
- cadena de bodden de Rügen occidental  (Kubitz, Schaprode y Vitte);
- Bodden de Rügen Norte (Wiek, Breetzer, Breege, Lebbin y bodden Gran Jasmunder);
- Stralsund;
- Greifswald Bodden (Rügischem y Hagenscher Wiek);
- Peenestrom